# خافيير أنخيل فيغيروا
خافيير أنخيل فيغيروا (بالإسبانية: Javier Ángel Figueroa)‏ هو قاضي وسياسي تشيلي، ولد في 17 يناير 1862، وتوفي في 26 يونيو 1945. انتخب وزير الداخلية وانتخب عضو مجلس الشيوخ من شيلي وانتخب عضو مجلس النواب من شيلي.